# Väddö distrikt
Väddö distrikt är ett distrikt i Norrtälje kommun och Stockholms län. 
Distriktet omfattar Väddö med omkringliggande öar, i norra delen av kommunen. 

## Tidigare administrativ tillhörighet
Distriktet inrättades 2016 och utgörs av socknen Väddö i Norrtälje kommun.
Området motsvarar den omfattning Väddö församling hade vid årsskiftet 1999/2000.